# 2. Wasserball-Liga 2015/16
Die Saison 2015/16 der 2. Wasserball-Liga war die zehnte Spielzeit der zweithöchsten deutschen Spielklasse im Wasserball als viergleisige Liga (Nord, Ost, West und Süd).
Meister wurden im Norden Poseidon Hamburg, im Osten SGW Brandenburg, im Westen die Zweitvertretung vom ASC Duisburg und im Süden der SV Würzburg 05.
In der Aufstiegsrunde setzten sich die Meister Poseidon Hamburg (Nord) und SV Würzburg 05 (Süd) gegen SGW Brandenburg (Ost) sowie den Vizemeister aus dem Westen Blau-Weiß Bochum durch und stiegen in die Deutsche Wasserball-Liga auf.

## Nord
Im Norden wurde in der Vorrunde im Modus „Jeder gegen Jeden“ in einer Hin- und einer Rückrunde gespielt. Danach stiegen die zwei Bundesliga-Zweitvertretungen aus und die restlichen vier Mannschaften zogen in die Meisterrunde ein, wobei die erreichten Punkte aus der Vorrunde übernommen wurden. In dieser sicherte sich Poseidon Hamburg den Norddeutschen Meistertitel. In der Aufstiegsrunde zur Deutschen Wasserball-Liga belegte Hamburg den ersten Platz und kehrte nach fünfjähriger Abwesenheit ins Oberhaus zurück. Absteiger aus der 2. Wasserball-Liga Nord gab es in dieser Saison nicht.

### Vorrunde

#### Abschlusstabelle
| Pl. | Verein                   | Sp. | S | U | N  | Tore    | Diff. | Punkte |
| --- | ------------------------ | --- | - | - | -- | ------- | ----- | ------ |
| 1.  | Waspo 98 Hannover II     | 10  | 8 | 1 | 1  | 121:770 | +44   | 17:30  |
| 2.  | Poseidon Hamburg (M)     | 10  | 6 | 1 | 3  | 104:760 | +28   | 13:70  |
| 3.  | SpVg Laatzen (A)         | 10  | 5 | 0 | 5  | 117:960 | +21   | 10:10  |
| 4.  | Hellas 1899 Hildesheim   | 10  | 5 | 0 | 5  | 104:900 | +14   | 10:10  |
| 5.  | White Sharks Hannover II | 10  | 5 | 0 | 5  | 115:109 | +6    | 10:10  |
| 6.  | HSG Warnemünde           | 10  | 0 | 0 | 10 | 048:161 | −113  | 0:20   |

(M) Norddeutscher Meister der Vorsaison 
 (A) Absteiger aus der Deutschen Wasserball-Liga

#### Kreuztabelle
Die Kreuztabelle stellt die Ergebnisse aller Spiele dieser Saison dar. Die Heimmannschaft ist in der linken Spalte aufgelistet und die Gastmannschaft in der obersten Reihe.
| Vorrunde 5. Dezember 2015 – 9. April 2016 | Vorrunde 5. Dezember 2015 – 9. April 2016 | Waspo 98 Hannover II | Poseidon Hamburg | SpVg Laatzen | Hellas 1899 Hildesheim | White Sharks Hannover II | HSG   |
| ----------------------------------------- | ----------------------------------------- | -------------------- | ---------------- | ------------ | ---------------------- | ------------------------ | ----- |
| 01.                                       | Waspo 98 Hannover II                      |                      | 10:70            | 08:10        | 8:5                    | 17:11                    | 11:20 |
| 02.                                       | Poseidon Hamburg                          | 10:10                |                  | 8:7          | 11:50                  | 12:70                    | 19:40 |
| 03.                                       | SpVg Laatzen                              | 11:13                | 8:9              |              | 12:90                  | 14:10                    | 25:10 |
| 04.                                       | Hellas 1899 Hildesheim                    | 7:9                  | 10:80            | 14:90        |                        | 16:10                    | 18:60 |
| 05.                                       | White Sharks Hannover II                  | 08:15                | 11:80            | 11:90        | 12:11                  |                          | 20:40 |
| 06.                                       | HSG Warnemünde                            | 06:20                | 04:12            | 04:12        | 5:9                    | 03:15                    |       |

### Meisterrunde

#### Abschlusstabelle
| Pl. | Verein                 | Sp. | S  | U | N  | Tore    | Diff. | Punkte |
| --- | ---------------------- | --- | -- | - | -- | ------- | ----- | ------ |
| 1.  | Poseidon Hamburg (M)   | 16  | 11 | 2 | 3  | 180:108 | +72   | 24:80  |
| 2.  | SpVg Laatzen (A)       | 16  | 9  | 1 | 6  | 180:140 | +40   | 19:13  |
| 3.  | Hellas 1899 Hildesheim | 16  | 7  | 0 | 9  | 161:141 | +20   | 14:18  |
| 4.  | HSG Warnemünde         | 16  | 0  | 0 | 16 | 076:258 | −182  | 0:32   |

 Norddeutscher Meister und Qualifikant für die Aufstiegsrunde zur DWL 
 (M) Norddeutscher Meister der Vorsaison 
 (A) Absteiger aus der Deutschen Wasserball-Liga

#### Kreuztabelle
Die Kreuztabelle stellt die Ergebnisse aller Spiele dieser Saison dar. Die Heimmannschaft ist in der linken Spalte aufgelistet und die Gastmannschaft in der obersten Reihe.
| Meisterrunde 16. April 2016 – 11. Juni 2016 | Meisterrunde 16. April 2016 – 11. Juni 2016 | Poseidon Hamburg | SpVg Laatzen | Hellas 1899 Hildesheim | HSG   |
| ------------------------------------------- | ------------------------------------------- | ---------------- | ------------ | ---------------------- | ----- |
| 01.                                         | Poseidon Hamburg                            |                  | 9:7          | 12:40                  | 21:30 |
| 02.                                         | SpVg Laatzen                                | 8:8              |              | 12:90                  | 19:60 |
| 03.                                         | Hellas 1899 Hildesheim                      | 6:9              | 7:8          |                        | 18:40 |
| 04.                                         | HSG Warnemünde                              | 04:17            | 5:9          | 06:13                  |       |

## Ost
Im Osten wurde der Meister im Modus „Jeder gegen Jeden“ in einer Hin- und einer Rückrunde ermittelt. Den Titel sicherte sich die SGW Brandenburg vor der punktgleichen tschechischen Gastmannschaft von Stepp Praha. In der Aufstiegsrunde zur Deutschen Wasserball-Liga belegte Brandenburg den vierten Platz und verpasste den Aufstieg ins Oberhaus.

### Abschlusstabelle
| Pl. | Verein                     | Sp. | S  | U | N  | Tore    | Diff. | Punkte |
| --- | -------------------------- | --- | -- | - | -- | ------- | ----- | ------ |
| 1.  | SGW Brandenburg            | 18  | 15 | 2 | 1  | 247:149 | +98   | 32:40  |
| 2.  | Stepp Praha                | 18  | 16 | 0 | 2  | 225:137 | +88   | 32:40  |
| 3.  | SVV Plauen II (N)          | 18  | 12 | 1 | 5  | 197:166 | +31   | 25:11  |
| 4.  | Wasserball-Union Magdeburg | 18  | 10 | 1 | 7  | 182:147 | +35   | 21:15  |
| 5.  | U19-Auswahl (M)            | 18  | 8  | 2 | 8  | 177:197 | −20   | 18:18  |
| 6.  | SG Schöneberg Berlin       | 18  | 7  | 2 | 9  | 176:169 | +7    | 16:20  |
| 7.  | SV Zwickau 04              | 18  | 6  | 2 | 10 | 154:171 | −17   | 14:22  |
| 8.  | SGW Dresden                | 18  | 4  | 1 | 13 | 152:204 | −52   | 09:27  |
| 9.  | HSG TH Leipzig             | 18  | 3  | 1 | 14 | 146:221 | −75   | 07:29  |
| 10. | SC Chemnitz 1892           | 18  | 2  | 2 | 14 | 150:245 | −95   | 06:30  |

 Ostdeutscher Meister und Qualifikant für die Aufstiegsrunde zur DWL 
  Ausgliederung der U19-Auswahl nach der Saison 
 (M) Ostdeutscher Meister der Vorsaison 
 (N) Aufsteiger aus der Oberliga Sachsen

### Kreuztabelle
Die Kreuztabelle stellt die Ergebnisse aller Spiele dieser Saison dar. Die Heimmannschaft ist in der linken Spalte aufgelistet und die Gastmannschaft in der obersten Reihe.
| Ost 24. Oktober 2015 – 12. Juni 2016 | Ost 24. Oktober 2015 – 12. Juni 2016 | BRB   | Praha | SVV Plauen II | Wasserball-Union Magdeburg | U19   | SGS   | SV Zwickau 04 | DD    | HSG TH Leipzig | SC Chemnitz 1892 |
| ------------------------------------ | ------------------------------------ | ----- | ----- | ------------- | -------------------------- | ----- | ----- | ------------- | ----- | -------------- | ---------------- |
| 01.                                  | SGW Brandenburg                      |       | 8:6   | [ O 1 ]       | 12:12                      | 15:60 | 16:90 | 11:80         | 31:10 | 17:60          | 27:70            |
| 02.                                  | Stepp Praha                          | 16:70 |       | 9:8           | 11:50                      | 14:50 | 9:7   | 12:90         | 16:90 | 18:11          | 26:90            |
| 03.                                  | SVV Plauen II                        | 12:15 | 9:7   |               | 13:90                      | 09:11 | 9:9   | 10:80         | 18:70 | 16:70          | 19:10            |
| 04.                                  | Wasserball-Union Magdeburg           | 11:12 | 5:7   | 15:50         |                            | 15:30 | 07:11 | 8:4           | 10:60 | 16:12          | 13:80            |
| 05.                                  | U19-Auswahl                          | 11:16 | 09:12 | 6:9           | 07:13                      |       | 12:12 | 10:10         | 15:10 | 14:50          | 13:80            |
| 06.                                  | SG Schöneberg Berlin                 | 3:9   | 07:10 | 12:14         | 7:8                        | 06:11 |       | 11:40         | 14:80 | 18:70          | 13:11            |
| 07.                                  | SV Zwickau 04                        | 07:11 | 07:10 | 08:12         | 12:11                      | 09:11 | 10:80 |               | 7:6   | 11:20          | 8:8              |
| 08.                                  | SGW Dresden                          | 08:12 | 4:7   | 09:11         | 4:3                        | 15:80 | 08:12 | 09:10         |       | 11:40          | 12:50            |
| 09.                                  | HSG TH Leipzig                       | 11:12 | 10:12 | 6:9           | 7:9                        | 10:15 | 9:8   | 10:13         | 7:7   |                | 13:80            |
| 10.                                  | SC Chemnitz 1892                     | 6:6   | 08:23 | 08:14         | 06:12                      | 09:10 | 7:9   | 11:90         | 14:90 | 7:9            |                  |

1. ↑   SGW Brandenburg – SVV Plauen II; Wertung 2:0 Punkte und 10:0 Tore für Brandenburg, Plauen trat nicht an.

## West
Im Westen wurde der Meister im Modus „Jeder gegen Jeden“ in einer Hin- und einer Rückrunde ermittelt. Den Titel sicherte sich die Bundesliga-Zweitvertretung vom ASC Duisburg. Da Duisburg nicht aufstiegsberechtigt war, nahm Vizemeister Blau-Weiß Bochum an der Aufstiegsrunde zur Deutschen Wasserball-Liga teil. In dieser belegten sie den dritten Platz und verpassten den Aufstieg ins Oberhaus. Der SV Rheinhausen zog seine Mannschaft aus der laufenden Saison zurück und stieg in die Oberliga ab.

### Abschlusstabelle
| Pl. | Verein                         | Sp. | S  | U | N  | Tore    | Diff. | Punkte |
| --- | ------------------------------ | --- | -- | - | -- | ------- | ----- | ------ |
| 1.  | ASC Duisburg II                | 16  | 13 | 1 | 2  | 204:117 | +87   | 27:50  |
| 2.  | Blau-Weiß Bochum               | 16  | 11 | 2 | 3  | 215:117 | +98   | 24:80  |
| 3.  | SGW Solingen/Wuppertal         | 16  | 11 | 1 | 4  | 168:135 | +33   | 23:90  |
| 4.  | SGW Köln                       | 16  | 9  | 0 | 7  | 158:144 | +14   | 18:14  |
| 5.  | Düsseldorfer SC 1898           | 16  | 7  | 2 | 7  | 137:136 | +1    | 16:16  |
| 6.  | SV Lünen 08                    | 16  | 5  | 1 | 10 | 159:170 | −11   | 11:21  |
| 7.  | SV Bayer Uerdingen 08 II       | 16  | 5  | 1 | 10 | 147:213 | −66   | 11:21  |
| 8.  | SV Krefeld 72 II               | 16  | 4  | 0 | 12 | 125:190 | −65   | 08:24  |
| 9.  | SGW Rote Erde/SV Brambauer (N) | 16  | 3  | 0 | 13 | 113:204 | −91   | 06:26  |
| 10. | SV Rheinhausen *               | 0   | 0  | 0 | 0  | 000:000 | ±0    | 0:0    |

 Westdeutscher Meister 
  Qualifikant für die Aufstiegsrunde zur DWL 
  Absteiger in die Oberliga 
 (N) Aufsteiger aus der Oberliga 
 (*) Sämtliche durchgeführten Spiele vom SV Rheinhausen wurden nicht gewertet.

### Kreuztabelle
Die Kreuztabelle stellt die Ergebnisse aller Spiele dieser Saison dar. Die Heimmannschaft ist in der linken Spalte aufgelistet und die Gastmannschaft in der obersten Reihe.
| West 14. November 2015 – 25. Juni 2016 | West 14. November 2015 – 25. Juni 2016 | ASC Duisburg II | Blau-Weiß Bochum | SGW Solingen/Wuppertal | Köln  | DSC   | SV Lünen 08 | SV Bayer Uerdingen 08 II | SV Krefeld 72 II | SGW Rote Erde/SV Brambauer | SV Rheinhausen |
| -------------------------------------- | -------------------------------------- | --------------- | ---------------- | ---------------------- | ----- | ----- | ----------- | ------------------------ | ---------------- | -------------------------- | -------------- |
| 01.                                    | ASC Duisburg II                        |                 | 12:10            | 14:30                  | 17:70 | 14:70 | 14:40       | 12:12                    | 12:80            | 17:40                      | 25:60          |
| 02.                                    | Blau-Weiß Bochum                       | [ W 1 ]         |                  | 9:9                    | 13:80 | 8:5   | 13:90       | 26:70                    | 15:30            | 21:90                      | 24:50          |
| 03.                                    | SGW Solingen/Wuppertal                 | 13:50           | 8:5              |                        | 8:6   | 8:7   | 13:90       | 18:70                    | 15:40            | 11:90                      | 14:40          |
| 04.                                    | SGW Köln                               | 07:17           | 15:13            | 08:10                  |       | 13:70 | [ W 2 ]     | 11:80                    | 18:50            | 13:50                      | -:-            |
| 05.                                    | Düsseldorfer SC 1898                   | 06:11           | 12:12            | 5:4                    | 4:5   |       | 10:90       | 13:30                    | 9:4              | 12:70                      | 24:20          |
| 06.                                    | SV Lünen 08                            | 06:11           | 08:12            | 17:10                  | 10:13 | 11:11 |             | 17:80                    | 12:10            | 11:50                      | 24:60          |
| 07.                                    | SV Bayer Uerdingen 08 II               | 04:14           | 10:20            | 14:16                  | 9:8   | 09:10 | 14:90       |                          | 10:90            | 13:60                      | 14:30          |
| 08.                                    | SV Krefeld 72 II                       | 06:12           | [ W 3 ]          | 07:14                  | 05:18 | 7:9   | 18:11       | 15:90                    |                  | 12:50                      | 19:70          |
| 09.                                    | SGW Rote Erde/SV Brambauer             | 10:22           | 02:18            | 9:8                    | 3:8   | 11:10 | 8:6         | 09:10                    | 11:12            |                            | [ W 4 ]        |
| 10.                                    | SV Rheinhausen                         | -:-             | -:-              | -:-                    | 06:16 | -:-   | 06:16       | [ W 5 ]                  | 10:70            | 05:13                      |                |

1. ↑   Blau-Weiß Bochum – ASC Duisburg II (9:10 am 15. Spieltag); Wertung 2:0 Punkte und 10:0 Tore für Bochum
2. ↑   SGW Köln – SV Lünen 08 (12:4 am 10. Spieltag); Wertung 2:0 Punkte und 10:0 Tore für Lünen, Köln setzte einen Spieler ohne Spielberechtigung ein.
3. ↑   SV Krefeld 72 II – Blau-Weiß Bochum (8. Spieltag); Wertung 2:0 Punkte und 10:0 Tore für Bochum
4. ↑   SGW Rote Erde/SV Brambauer – SV Rheinhausen (12. Spieltag); Rheinhausen trat nicht an.
5. ↑   SV Rheinhausen – SV Bayer Uerdingen 08 II (9. Spieltag); Rheinhausen trat nicht an.

## Süd
Im Süden wurde der Meister im Modus „Jeder gegen Jeden“ in einer Hin- und einer Rückrunde ermittelt. Den Titel sicherte sich der SV Würzburg 05. In der Aufstiegsrunde zur Deutschen Wasserball-Liga belegte Würzburg den zweiten Platz und stieg nach vierjähriger Abwesenheit ins Oberhaus auf. Absteiger aus der 2. Wasserball-Liga Süd gab es in dieser Saison nicht.

### Abschlusstabelle
| Pl. | Verein                    | Sp. | S  | U | N  | Tore    | Diff. | Punkte |
| --- | ------------------------- | --- | -- | - | -- | ------- | ----- | ------ |
| 1.  | SV Würzburg 05            | 16  | 16 | 0 | 0  | 232:123 | +109  | 32:0   |
| 2.  | SGW Leimen/Mannheim (A)   | 16  | 14 | 0 | 2  | 213:142 | +71   | 28:40  |
| 3.  | SG Stadtwerke München     | 16  | 10 | 0 | 6  | 209:164 | +45   | 20:12  |
| 4.  | WSV Vorwärts Ludwigshafen | 16  | 8  | 0 | 8  | 176:174 | +2    | 16:16  |
| 5.  | SV Ludwigsburg 08         | 16  | 6  | 1 | 9  | 168:187 | −19   | 13:19  |
| 6.  | Erster Frankfurter SC     | 16  | 6  | 1 | 9  | 123:178 | −55   | 13:19  |
| 7.  | 1. BSC Pforzheim          | 16  | 5  | 0 | 11 | 151:164 | −13   | 10:22  |
| 8.  | VfB Friedberg             | 16  | 4  | 0 | 12 | 131:188 | −57   | 08:24  |
| 9.  | WV Darmstadt 70           | 16  | 2  | 0 | 14 | 119:202 | −83   | 04:28  |

 Süddeutscher Meister und Qualifikant für die Aufstiegsrunde zur DWL 
 (A) Absteiger aus der Deutschen Wasserball-Liga

### Kreuztabelle
Die Kreuztabelle stellt die Ergebnisse aller Spiele dieser Saison dar. Die Heimmannschaft ist in der linken Spalte aufgelistet und die Gastmannschaft in der obersten Reihe.
| Süd 14. November 2015 – 25. Juni 2016 | Süd 14. November 2015 – 25. Juni 2016 | SV Würzburg 05 |       | SG Stadtwerke München | WSV   | SV Ludwigsburg 08 | Erster Frankfurter SC | PFO   | VfB Friedberg | WV Darmstadt 70 |
| ------------------------------------- | ------------------------------------- | -------------- | ----- | --------------------- | ----- | ----------------- | --------------------- | ----- | ------------- | --------------- |
| 01.                                   | SV Würzburg 05                        |                | 16:70 | 12:70                 | 11:70 | 16:70             | 19:60                 | 13:60 | 17:70         | 11:30           |
| 02.                                   | SGW Leimen/Mannheim                   | 05:14          |       | 16:13                 | 17:70 | 12:90             | 13:60                 | 14:11 | 22:20         | 14:10           |
| 03.                                   | SG Stadtwerke München                 | 08:12          | 09:10 |                       | 15:10 | 19:10             | 17:11                 | 11:90 | 12:11         | 20:70           |
| 04.                                   | WSV Vorwärts Ludwigshafen             | 14:17          | 09:10 | 10:90                 |       | 12:80             | 7:8                   | 11:90 | 11:80         | 14:90           |
| 05.                                   | SV Ludwigsburg 08                     | 11:12          | 07:10 | 09:13                 | 11:19 |                   | 16:90                 | 13:90 | 16:13         | 13:90           |
| 06.                                   | Erster Frankfurter SC                 | 06:21          | 03:12 | 10:17                 | 9:8   | 8:8               |                       | 5:3   | 10:70         | 13:70           |
| 07.                                   | 1. BSC Pforzheim                      | 14:16          | 10:16 | 11:10                 | 13:11 | 07:10             | 11:50                 |       | 7:8           | 14:60           |
| 08.                                   | VfB Friedberg                         | 08:14          | 06:11 | 07:18                 | 08:10 | 12:14             | 8:7                   | 6:9   |               | 11:50           |
| 09.                                   | WV Darmstadt 70                       | 07:11          | 10:24 | 09:11                 | 12:16 | 7:6               | 4:7                   | 9:8   | 5:9           |                 |

## Aufstiegsrunde in Hamburg
In der Aufstiegsrunde zur Deutschen Wasserball-Liga (DWL) im Hamburger Poseidon-Freibad am Olloweg trafen die Meister der Liga Nord (Poseidon Hamburg), Ost (SGW Brandenburg) und Süd (SV Würzburg 05), sowie der Vizemeister aus dem Westen (Blau-Weiß Bochum) aufeinander. In dieser gelang Hamburg und Würzburg der Aufstieg in die DWL.

### Spiele
| Datum                |                  | Ergebnis |                  |
| -------------------- | ---------------- | -------- | ---------------- |
| Sa 02.07., 11:00 Uhr | Blau-Weiß Bochum | 09:13    | SV Würzburg 05   |
| Sa 02.07., 12:30 Uhr | Poseidon Hamburg | 14:40    | SGW Brandenburg  |
| Sa 02.07., 17:00 Uhr | SGW Brandenburg  | 10:13    | SV Würzburg 05   |
| Sa 02.07., 18:30 Uhr | Poseidon Hamburg | 15:50    | Blau-Weiß Bochum |
| So 03.07., 11:00 Uhr | Blau-Weiß Bochum | 15:90    | SGW Brandenburg  |
| So 03.07., 12:30 Uhr | Poseidon Hamburg | 11:50    | SV Würzburg 05   |

### Abschlusstabelle
| Pl. | Verein           | Sp. | S | U | N | Tore    | Diff. | Punkte |
| --- | ---------------- | --- | - | - | - | ------- | ----- | ------ |
| 1.  | Poseidon Hamburg | 3   | 3 | 0 | 0 | 040:140 | +26   | 06:0   |
| 2.  | SV Würzburg 05   | 3   | 2 | 0 | 1 | 031:300 | +1    | 04:20  |
| 3.  | Blau-Weiß Bochum | 3   | 1 | 0 | 2 | 029:370 | −8    | 02:40  |
| 4.  | SGW Brandenburg  | 3   | 0 | 0 | 3 | 023:420 | −19   | 0:60   |

 Aufsteiger in die Deutsche Wasserball-Liga